# Ryttere og hold i Tour de France 2006
Rytterne og holdene i Tour de France 2006 dækker over de professionelle cykelryttere, der deltager i Tour de France 2006 fra 1. til 23. juli.

## Om listen
Følgende er en vejledning til listens indhold og notationer.

### Antal ryttere
Normalt starter 189 ryttere fordelt på 21 hold af 9 ryttere på hvert, men grundet Operación Puerto-dopingundersøgelsen blev 9 individuelle ryttere udelukket fra start. Disse blev enten udelukket af holdet selv eller af løbsledelsen:
| Navn              | Nationalitet | Hold            | Udelukket af |
| ----------------- | ------------ | --------------- | ------------ |
| Ivan Basso        | ITA          | Team CSC        | Holdet       |
| Oscar Sevilla     | ESP          | T-Mobile Team   | Holdet       |
| Jan Ullrich       | DEU          | T-Mobile Team   | Holdet       |
| Francisco Mancebo | ESP          | ag2r Prévoyance | Løbsledelsen |
| Joseba Beloki     | ESP          | Astana-Würth    | Holdet       |
| Alberto Contador  | ESP          | Astana-Würth    | Holdet       |
| Allan Davis       | AUS          | Astana-Würth    | Holdet       |
| Isidro Nozal      | ESP          | Astana-Würth    | Holdet       |
| Sergio Paulinho   | PRT          | Astana-Würth    | Holdet       |

Som det ses er hele 5 ryttere i denne liste fra samme hold. Og da et hold som minimum skal stille med 5 ryttere, så blev de resterende 4 ryttere fra Astana-Würth også udelukket.
Derfor var der kun 176 ryttere til start ved prologen.

### Udgåede ryttere
En række ryttere på nedenstående liste har ikke gennemført løbet. Det er ud fra en af følgende årsager:
Suspenderet (SUS)Rytteren er udelukket fra løbet før løbsstart af eget hold
Udelukket (UDL)Rytteren er udelukket fra løbet før løbsstart af løbsledelsen
Diskvalificeret (DIS)Rytteren er udgået under løbet grundet diskvalifikation fra løbsledelsen
Tidsfrist (TID)Rytteren er udgået under løbet grundet tidsfristen på den enkelte etape
Tilbagetrækning (TBG)Rytteren er udgået under løbet grundet frivillig tilbagetrækning – enten under eller mellem etaper.

### Danske ryttere
Den eneste danske rytter i dette års løb er Michael Rasmussen, der kører for Rabobank.

## Hold

### Discovery Channel
Nationalitet:  USA

Sportsleder: Johan Bruyneel, Dirk Demol
| Nr. | Navn                    | Nationalitet | Placering | Bemærkninger                  |
| --- | ----------------------- | ------------ | --------- | ----------------------------- |
| 1   | José Azevedo            | PRT          |           |                               |
| 2   | Wjatscheslaw Jekimow    | RUS          |           |                               |
| 3   | George Hincapie         | USA          |           | Gul førertrøje efter 2. etape |
| 4   | Egoi Martínez           | ESP          |           |                               |
| 5   | Benjamín Noval Gonzalez | ESP          | TBG       | Udgået på 12. etape           |
| 6   | Pavel Padrnos           | CZE          |           |                               |
| 7   | Yaroslav Popovych       | UKR          |           |                               |
| 8   | José Luis Rubiera       | ESP          |           |                               |
| 9   | Paolo Savoldelli        | ITA          | TBG       | Udgået på 12. etape           |

### Team CSC
Nationalitet:  Danmark

Sportsleder: Bjarne Riis, Scott Sunderland
| Nr. | Navn                 | Nationalitet | Placering | Bemærkninger                        |
| --- | -------------------- | ------------ | --------- | ----------------------------------- |
| 11  | Bobby Julich         | USA          | TBG       | Udgået efter styrt på 7. etape      |
| 12  | Giovanni Lombardi    | ITA          | TBG       | Udgået på 11. etape                 |
| 13  | Stuart O'Grady       | AUS          |           |                                     |
| 14  | Carlos Sastre        | ESP          |           |                                     |
| 15  | Frank Schleck        | LUX          |           | Vinder af 15 . Etape [Alpe D`Huez]  |
| 16  | Christian Vandevelde | USA          |           |                                     |
| 17  | Jens Voigt           | DEU          |           |                                     |
| 18  | David Zabriskie      | USA          |           |                                     |
|     | Ivan Basso           | ITA          | SUS       | Susperenderet inden løbet af holdet |

### T-Mobile Team
Nationalitet:  Tyskland

Sportsleder: Giovanni Fidanza, Valerio Piva, Rudy Pevenage (suspenderet)
| Nr. | Navn             | Nationalitet | Placering | Bemærkninger                                           |
| --- | ---------------- | ------------ | --------- | ------------------------------------------------------ |
| 21  | Andreas Klöden   | DEU          |           |                                                        |
| 22  | Giuseppe Guerini | ITA          |           |                                                        |
| 23  | Serhiy Honchar   | UKR          |           | Vinder af 7. etape; Gul førertrøje efter 7. – 9. etape |
| 24  | Matthias Kessler | DEU          |           | Vinder af 3. etape                                     |
| 25  | Eddy Mazzoleni   | ITA          |           |                                                        |
| 26  | Michael Rogers   | AUS          |           |                                                        |
| 27  | Patrik Sinkewitz | DEU          |           |                                                        |
|     | Oscar Sevilla    | ESP          | SUS       | Susperenderet inden løbet af holdet                    |
|     | Jan Ullrich      | DEU          | SUS       | Susperenderet inden løbet af holdet                    |

### ag2r Prévoyance
Nationalitet:  Frankrig

Sportsleder: Laurent Biondi
| Nr. | Navn              | Nationalitet | Placering | Bemærkninger                              |
| --- | ----------------- | ------------ | --------- | ----------------------------------------- |
| 31  | Christophe Moreau | FRA          |           |                                           |
| 32  | José Luis Arrieta | ESP          |           |                                           |
| 33  | Mikel Astarloza   | ESP          |           |                                           |
| 34  | Sylvain Calzati   | FRA          |           | Vinder af 8. etape                        |
| 35  | Cyril Dessel      | FRA          |           |                                           |
| 36  | Samuel Dumoulin   | FRA          |           |                                           |
| 37  | Simon Gerrans     | AUS          |           |                                           |
| 38  | Stéphane Goubert  | FRA          |           |                                           |
|     | Francisco Mancebo | ESP          | UDL       | Udelukket af løbsledelsen inden løbsstart |

### Astana-Würth(UDL)
Nationalitet:  Spanien
| Nr. | Navn                | Nationalitet | Placering | Bemærkninger                                      |
| --- | ------------------- | ------------ | --------- | ------------------------------------------------- |
|     | Alexander Vinokurov | KAZ          | UDL       | Udelukket af løbsledelsen grundet for få ryttere  |
|     | Carlos Barredo      | ESP          | UDL       | Udelukket af løbsledelsen grundet for få ryttere  |
|     | Joseba Beloki       | ESP          | SUS       | Susperenderet inden løbet af holdet               |
|     | Alberto Contador    | ESP          | SUS       | Susperenderet inden løbet af holdet               |
|     | Allan Davis         | AUS          | SUS       | Susperenderet inden løbet af holdet               |
|     | Andrey Kashechkin   | KAZ          | UDL       | Udelukket af løbsledelsen grundet for få ryttere  |
|     | Isidro Nozal        | ESP          | SUS       | Susperenderet inden løbet af holdet               |
|     | Sergio Paulinho     | PRT          | SUS       | Susperenderet inden løbet af holdet               |
|     | Luis Sánchez        | ESP          | UDL       | Udelukket af løbsledelsen grundet for får ryttere |

Grundet dopinganklager mod i Alberto Contador, Joseba Beloki, Isidro Nozal, Allan Davis og Sergio Paulinho blev disse susperet af holdet. Da et hold skal have mindst 5 ryttere for at stille op, blev resten af holdet udelukket af løbsledelsen.

### Gerolsteiner
Nationalitet:  Tyskland

Sportsleder: Udo Bölts, Christian Wegmann
| Nr. | Navn            | Nationalitet | Placering | Bemærkninger |
| --- | --------------- | ------------ | --------- | ------------ |
| 41  | Levi Leipheimer | USA          |           |              |
| 42  | Markus Fothen   | DEU          |           |              |
| 43  | David Kopp      | DEU          |           |              |
| 44  | Sebastian Lang  | DEU          |           |              |
| 45  | Ronny Scholz    | DEU          |           |              |
| 46  | Georg Totschnig | AUT          |           |              |
| 47  | Fabian Wegmann  | DEU          |           |              |
| 48  | Peter Wrolich   | AUT          |           |              |
| 49  | Beat Zberg      | CHE          |           |              |

### Rabobank
Nationalitet:  Holland

Sportsleder: Erik Breukink, Frans Maassen
| Nr. | Navn                | Nationalitet | Placering | Bemærkninger                             |
| --- | ------------------- | ------------ | --------- | ---------------------------------------- |
| 51  | Denis Mensjov       | RUS          |           |                                          |
| 52  | Michael Boogerd     | NLD          |           |                                          |
| 53  | Bram de Groot       | NLD          |           |                                          |
| 54  | Erik Dekker         | NLD          | TBG       | Trak sig tilbage efter styrt på 3. etape |
| 55  | Óscar Freire        | ESP          |           | Vinder af 6. og 9. etape                 |
| 56  | Juan Antonio Flecha | ESP          |           |                                          |
| 57  | Joost Posthuma      | NLD          |           |                                          |
| 58  | Michael Rasmussen   | DNK          |           |                                          |
| 59  | Pieter Weening      | NLD          |           |                                          |

### Davitamon-Lotto
Nationalitet:  Belgien

Sportsleder: Marc Seargent, Herman Frison, Hendrik Redant
| Nr. | Navn               | Nationalitet | Placering | Bemærkninger                   |
| --- | ------------------ | ------------ | --------- | ------------------------------ |
| 61  | Cadel Evans        | AUS          |           |                                |
| 62  | Mario Aerts        | BEL          |           |                                |
| 63  | Christophe Brandt  | BEL          |           |                                |
| 64  | Chris Horner       | USA          |           |                                |
| 65  | Robbie McEwen      | AUS          |           | Vinder af 2., 4. og 6. etape   |
| 66  | Fred Rodriguez     | USA          | TBG       | Udgået efter styrt på 3. etape |
| 67  | Gert Steegmans     | BEL          |           |                                |
| 68  | Wim Vansevenant    | BEL          |           |                                |
| 69  | Johan van Summeren | BEL          |           |                                |

### Phonak Hearing Systems
Nationalitet:  Schweiz

Sportsleder: Adriano Baffi
| Nr. | Navn                    | Nationalitet | Placering | Bemærkninger |
| --- | ----------------------- | ------------ | --------- | ------------ |
| 71  | Floyd Landis            | USA          |           |              |
| 72  | Bert Grabsch            | DEU          |           |              |
| 73  | Robert Hunter           | ZAF          |           |              |
| 74  | Nicolas Jalabert        | FRA          |           |              |
| 75  | Miguel Ángel Perdiguero | ESP          |           |              |
| 76  | Axel Merckx             | BEL          |           |              |
| 77  | Koos Moerenhout         | NLD          |           |              |
| 78  | Alexandre Moos          | CHE          |           |              |
| 79  | Victor Hugo Peña        | COL          |           |              |

### Lampre-Fondital
Nationalitet:  Italien

Sportsleder: Guido Bontempi
| Nr. | Navn               | Nationalitet | Placering | Bemærkninger |
| --- | ------------------ | ------------ | --------- | ------------ |
| 81  | Damiano Cunego     | ITA          |           |              |
| 82  | Alessandro Ballan  | ITA          |           |              |
| 83  | Daniele Bennati    | ITA          |           |              |
| 84  | Marzio Bruseghin   | ITA          |           |              |
| 85  | Salvatore Commesso | ITA          |           |              |
| 86  | Daniele Righi      | ITA          |           |              |
| 87  | Paolo Tiralongo    | ITA          |           |              |
| 88  | Tadej Valjavec     | SVK          |           |              |
| 89  | Francisco Vila     | ESP          |           |              |

### Caisse d'Epargne-Illes Balears
Nationalitet:  Spanien

Sportsleder: Eusebio Labiano
| Nr. | Navn                  | Nationalitet | Placering | Bemærkninger                   |
| --- | --------------------- | ------------ | --------- | ------------------------------ |
| 91  | Alejandro Valverde    | ESP          | TBG       | Udgået efter styrt på 3. etape |
| 92  | David Arroyo          | ESP          |           |                                |
| 93  | Florent Brard         | FRA          |           |                                |
| 94  | Isaac Galvez          | ESP          | TBG       | Udgået på 12. etape            |
| 95  | Vicente Garcia Acosta | ESP          |           |                                |
| 96  | Vladimir Karpets      | RUS          |           |                                |
| 97  | Oscar Pereiro Sio     | ESP          |           |                                |
| 98  | Nicolas Portal        | FRA          |           |                                |
| 99  | Xabier Zandio         | ESP          |           |                                |

### Quick Step-Innergetic
Nationalitet:  Belgien

Sportsleder: Wilfried Peeters, Serge Parsani
| Nr. | Navn               | Nationalitet | Placering | Bemærkninger                       |
| --- | ------------------ | ------------ | --------- | ---------------------------------- |
| 101 | Tom Boonen         | BEL          |           | Gul førertrøje efter 4. – 6. etape |
| 102 | Wilfried Cretskens | BEL          | TBG       | Udgået på 11. etape                |
| 103 | Steven de Jongh    | NLD          |           |                                    |
| 104 | Juan Manuel Garate | ESP          |           |                                    |
| 105 | Filippo Pozzato    | ITA          |           |                                    |
| 106 | José Rujano        | VEN          |           |                                    |
| 107 | Bram Tankink       | NLD          |           |                                    |
| 108 | Matteo Tossato     | ITA          |           |                                    |
| 109 | Cédric Vasseur     | FRA          |           |                                    |

### Crédit Agricole
Nationalitet:  Frankrig

Sportsleder: Serge Beucherie
| Nr. | Navn                 | Nationalitet | Placering | Bemærkninger                                         |
| --- | -------------------- | ------------ | --------- | ---------------------------------------------------- |
| 111 | Pietro Caucchioli    | ITA          |           |                                                      |
| 112 | Alexander Botscharow | RUS          |           |                                                      |
| 113 | Anthony Charteau     | FRA          |           |                                                      |
| 114 | Julian Dean          | NZL          |           |                                                      |
| 115 | Jimmy Engoulvent     | FRA          | TBG       | Udgået på 10. etape                                  |
| 116 | Patrice Halgand      | FRA          |           |                                                      |
| 117 | Sébastien Hinault    | FRA          |           |                                                      |
| 118 | Thor Hushovd         | NOR          |           | Sejr i prologen; Gul førertrøje efter 1. og 3. etape |
| 119 | Christophe Le Mevel  | FRA          |           |                                                      |

### Euskaltel-Euskadi
Nationalitet:  Spanien

Sportsleder: Julian Gorospe
| Nr. | Navn               | Nationalitet | Placering | Bemærkninger        |
| --- | ------------------ | ------------ | --------- | ------------------- |
| 121 | Iban Mayo          | ESP          | TBG       | Udgået på 11. etape |
| 122 | Iker Camaño        | ESP          |           |                     |
| 123 | Unai Etxebarría    | VEN          |           |                     |
| 124 | Aitor Hernández    | ESP          |           |                     |
| 125 | Iñaki Isasi        | ESP          |           |                     |
| 126 | Iñigo Landaluze    | ESP          |           |                     |
| 127 | David López García | ESP          |           |                     |
| 128 | Gorka Verdugo      | ESP          |           |                     |
| 129 | Haimar Zubeldia    | ESP          |           |                     |

### Cofidis
Nationalitet:  Frankrig

Sportsleder: Francis Van Londersele, Alain Deloeuil
| Nr. | Navn             | Nationalitet | Placering | Bemærkninger                    |
| --- | ---------------- | ------------ | --------- | ------------------------------- |
| 131 | David Moncoutié  | FRA          |           |                                 |
| 132 | Stéphane Augé    | FRA          |           |                                 |
| 133 | Jimmy Casper     | FRA          |           | Vinder af 1. etape              |
| 134 | Sylvain Chavanel | FRA          |           |                                 |
| 135 | Arnaud Coyot     | FRA          |           |                                 |
| 136 | Christian Moreni | ITA          |           |                                 |
| 137 | Ivan Parra       | COL          |           |                                 |
| 138 | Rik Verbrugghe   | BEL          | TBG       | Udgået efter styrt på 14. etape |
| 139 | Bradley Wiggins  | GBR          |           |                                 |

### Saunier Duval-Prodir
Nationalitet:  Spanien

Sportsleder: Mauro Gianetti
| Nr. | Navn                   | Nationalitet | Placering | Bemærkninger                    |
| --- | ---------------------- | ------------ | --------- | ------------------------------- |
| 141 | Gilberto Simoni        | ITA          |           |                                 |
| 142 | David Cañada           | ESP          | TBG       | Udgået efter styrt på 14. etape |
| 143 | David de la Fuente     | ESP          |           |                                 |
| 144 | José Angel Gomez       | ESP          |           |                                 |
| 145 | Ruben Lobato           | ESP          |           |                                 |
| 146 | David Millar           | GBR          |           |                                 |
| 147 | Riccardo Riccò         | ITA          |           |                                 |
| 148 | Christophe Rinero      | FRA          |           |                                 |
| 149 | Francisco José Ventoso | ESP          |           |                                 |

### La Française des Jeux
Nationalitet:  Frankrig

Sportsleder: Yvon Madiot
| Nr. | Navn                | Nationalitet | Placering | Bemærkninger |
| --- | ------------------- | ------------ | --------- | ------------ |
| 151 | Sandy Casar         | FRA          |           |              |
| 152 | Carlos da Cruz      | FRA          |           |              |
| 153 | Bernhard Eisel      | AUT          |           |              |
| 154 | Philippe Gilbert    | BEL          |           |              |
| 155 | Sébastien Joly      | FRA          |           |              |
| 156 | Gustav Erik Larsson | SWE          |           |              |
| 157 | Thomas Lövkvist     | SWE          |           |              |
| 158 | Christophe Mengin   | FRA          |           |              |
| 159 | Benoît Vaugrenard   | FRA          |           |              |

### Liquigas-Bianchi
Nationalitet:  Italien

Sportsleder: Mario Chiesa
| Nr. | Navn             | Nationalitet | Placering | Bemærkninger          |
| --- | ---------------- | ------------ | --------- | --------------------- |
| 161 | Danilo Di Luca   | ITA          | TBG       | Udgået efter 2. etape |
| 162 | Michael Albasini | CHE          |           |                       |
| 163 | Magnus Backstedt | SWE          |           |                       |
| 164 | Patrick Calcagni | CHE          |           |                       |
| 165 | Kjell Carlström  | FIN          |           |                       |
| 166 | Stefano Garzelli | ITA          |           |                       |
| 167 | Matej Mugerli    | SVK          |           |                       |
| 168 | Luca Paolini     | ITA          |           |                       |
| 169 | Manuel Quinziato | ITA          |           |                       |

### Bouygues Télécom
Nationalitet:  Frankrig

Sportsleder: Jean-René Bernaudeau
| Nr. | Navn             | Nationalitet | Placering | Bemærkninger        |
| --- | ---------------- | ------------ | --------- | ------------------- |
| 171 | Thomas Voeckler  | FRA          |           |                     |
| 172 | Walter Bénéteau  | FRA          |           |                     |
| 173 | Laurent Brochard | FRA          | TBG       | Udgået på 10. etape |
| 174 | Pierrick Fédrigo | FRA          |           |                     |
| 175 | Anthony Geslin   | FRA          |           |                     |
| 176 | Laurent Lefèvre  | FRA          |           |                     |
| 177 | Jérôme Pineau    | FRA          |           |                     |
| 178 | Didier Rous      | FRA          |           |                     |
| 179 | Matthieu Sprick  | FRA          |           |                     |

### Team Milram
Nationalitet:  Italien

Sportsleder: Antonio Bevilacqua
| Nr. | Navn             | Nationalitet | Placering | Bemærkninger          |
| --- | ---------------- | ------------ | --------- | --------------------- |
| 181 | Erik Zabel       | DEU          |           |                       |
| 182 | Mirko Celestino  | ITA          |           |                       |
| 183 | Ralf Grabsch     | DEU          |           |                       |
| 184 | Andrij Hrywko    | UKR          |           |                       |
| 185 | Maksim Iglinskij | KAZ          |           |                       |
| 186 | Christian Knees  | DEU          |           |                       |
| 187 | Fabio Sacchi     | ITA          | TBG       | Udgået efter 5. etape |
| 188 | Björn Schröder   | DEU          |           |                       |
| 189 | Marco Velo       | ITA          |           |                       |

### Agritubel
Nationalitet:  Frankrig

Sportsleder: Denis Leproux
| Nr. | Navn                  | Nationalitet | Placering | Bemærkninger        |
| --- | --------------------- | ------------ | --------- | ------------------- |
| 191 | Juan Miguel Mercado   | ESP          |           |                     |
| 192 | Manuel Calvente       | ESP          |           |                     |
| 193 | Cédric Coutouly       | FRA          |           |                     |
| 194 | Moises Duenas         | ESP          |           |                     |
| 195 | Eduardo Gonzalo       | ESP          |           |                     |
| 196 | Christophe Laurent    | FRA          |           |                     |
| 197 | José Alberto Martinez | ESP          | TBG       | Udgået på 12. etape |
| 198 | Samuel Plouhinec      | FRA          | TBG       | Udgået på 12. etape |
| 199 | Benoît Salmon         | FRA          |           |                     |